# 布罗托
布罗托，是西班牙阿拉贡自治区韦斯卡省的一个市镇。总面积128平方公里，总人口531人（2018年），人口密度4人/平方公里。